# Ninth Key
Ninth Key (no Brasil, O arcano nove) é o segundo livro da série A mediadora, escrito por Meg Cabot sob o pseudônimo de Jenny Caroll.

## Sinopse
Suzannah é uma mediadora, ou seja, pode falar com mortos e tem de resolver suas pendências nesse mundo. Assim que se muda para Carmel, Califórnia, sua vida muda. Muitas festas, vários amigos e dois rapazes. Jesse é o fantasma do quarto de Suzannah. Suzannah faz amizade com Tad Beautmont, o rapaz mais rico da cidade. Porém, o fantasma de uma mulher assassinada, que pode ter a ver com o passado de Tad, a atormenta.

## Personagens
- Suzannah: Suzannah seria uma adolescente comum, se não fosse por um detalhe: ela é mediadora (pode conversar com fantasmas).
- Jesse: Fantasma que mora no quarto de Suzannah.
- Padre Dominic: Padre da escola Junipero Serra, também é mediador, como Suzannah.
- Andy: Padrasto de Suzannah.
- Mãe de Suzannah: A mãe de Suzannah é jornalista e se mudou com Andy para Carmel, pois eles casaram.
- Peter Simon: Pai de Suzannah morreu, de um infarte fulminate, e até hoje Suzannah o vê, pois ele se torna um fantasma.
- Soneca: Meio-imão de Suzannah, sempre esta dormindo pois trabalha até tarde numa pizzaria para comprar um carro. Seu verdadeiro nome é Jake.
- Mestre: Meio-imão de Suzannah, é chamado de Mestre porque é um sabe-tudo. É o irmão favorito de Suze. Seu nome verdadeiro é David.
- Dunga: Meio-imão de Suzannah, é chamado assim pois esta sempre de mau humor e só entende de shakes de proteínas, chaves de braço e coisas do tipo. O irmão que mais dá ódio em Suze. Seu nome verdadeiro é Brad.
- Marcus Beamount: É um executivo rico, tio de Tad, um psicopata assassino que mata todos que entram no caminho de sua empresa, na sua maioria, ambientalistas.
- Senhor Beamount: "Red", Pai de Tad, pensa que é um vampiro graças a um comprimido que seu irmão Marcus lhe dá.
- Tad Beamount: Garoto mais lindo e rico de Carmel, é ele quem dá o primeiro beijo em Suzannah. Apesar de rico, ele não é muito inteligente.
- Cynthia: Mãe de Soneca, Mestre e Dunga: Bonita, aparece para Suzannah pedindo para ela dar um recado para o Red. Suzannah se engana de "Red" e no fim descobre que o verdadeiro estava perto dela o tempo todo.